# Station de pompage de Crofton
La station de pompage Crofton est une station de pompage située près du village de Great Bedwyn dans le comté anglais du Wiltshire. Il alimente en eau le bief de partage du canal Kennet et Avon.
La station de pompage à vapeur d'origine est préservée et fonctionne encore certains week-ends. Il contient une des plus anciennes machines Cornish opérationnelles au monde, datant de 1812, qui prétend être le plus ancien moteur à balancier au monde « encore dans sa localisation d’origine et encore capable de faire réellement le travail pour lequel il a été installé. »

## Description

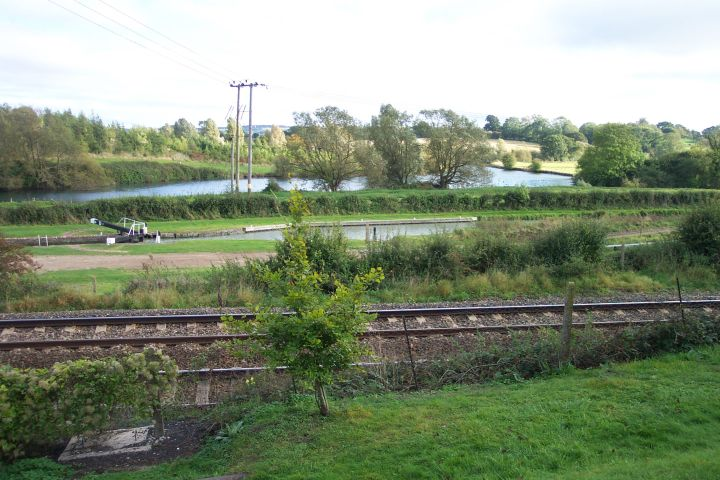
Le réservoir Wilton, le canal et la voie ferrée vus depuis la station de pompage.

Lorsque le canal fut construit, il n’y avait pas de sources d'eau fiables disponibles pour alimenter le bief de partage par des moyens gravitationnels. Cependant, un ensemble de sources utilisables furent trouvés à côté de tracé du canal à environ 2 km (un mile) à l'est du bief de partage, et situés à une cote plus basse d’environ 12 m (40 pieds) de ce bief. Des dispositions furent prises pour que ces sources puissent alimenter le bief aval de l'écluse 60 des écluses de Crofton. Quelques années plus tard, un réservoir (Wilton Waters) fut créé pour améliorer l'alimentation de ce bief, et il est encore aujourd’hui visible de l’autre côté du canal par rapport à la station de pompage.
L'eau provenant de l’aval de l'écluse 60 est canalisée par un ponceau jusqu’au fond d'un puits proche la station de pompage, qui est construite sur la colline plus de 12 m (40 pieds) au-dessus du niveau du canal. Les pompes prennent l'eau de ce puits et la déchargent dans un canal d'alimentation situé à côté de la station de pompage. L'eau s'écoule le long de ce canal par gravité jusqu'à ce qu'il atteigne le bief de partage à environ 1,6 km (un mile) à l'ouest.

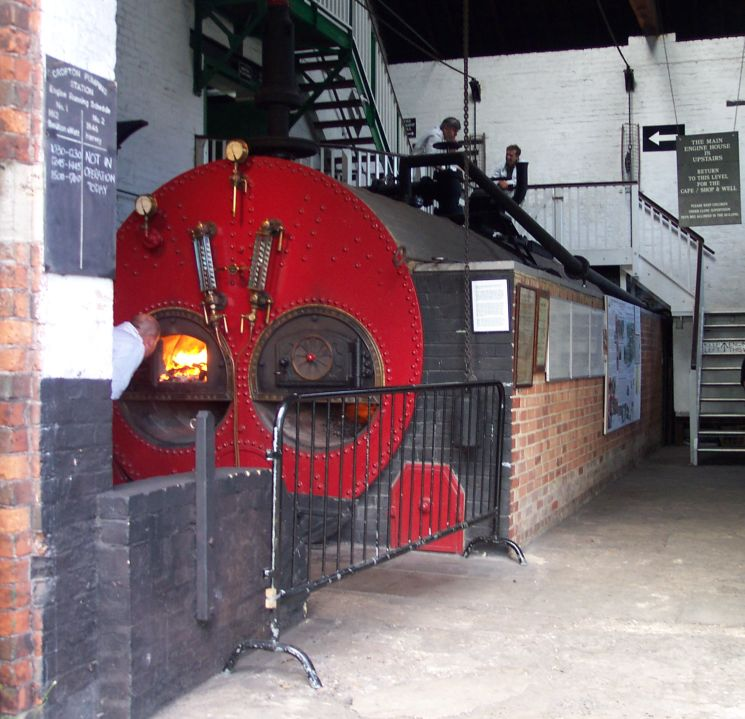
La chaudière

Pour le fonctionnement quotidien, la station de pompage utilise maintenant des pompes électriques, commandées automatiquement par le niveau d'eau dans le bief de partage. Toutefois, le matériel de pompage d'origine fonctionnant à la vapeur a été conservé et est toujours opérationnel. Une unique chaudière Lancashire fournit de la vapeur à un ou aux deux moteurs à leviers.
Le moteur n°1, construit par Boulton and Watt en 1812, est un moteur simple effet, à condensation, ayant un alésage de 1073 mm (42,25 pouces), une course de 2134 mm (7 pieds), et développant une puissance nominale de 28,8 kW (38,6 ch). Il actionne une  pompe de relevage de 762 mm (30 pouces) capable de soulever 1031 kg  (2274 livres), soit environ une tonne d'eau, par coup, à une cadence de 11 coups par minute.
Le moteur n°2, construit par Harvey and Co. de Hayle en 1846 et reconstruit en 1903, est un moteur, simple effet, à condensation avec un alésage de 1067 mm (42 pouces), une course de 2337 mm (7 pieds et 8 pouces) et développant une puissance nominale de 42 ch (31 kW). Il actionne une pompe volumétrique de 762 mm (30 pouces) capable de soulever 1014 kg (2235 livres), soit environ une tonne d'eau, par coup, à une cadence de 10,2 coups par minute.
Une caractéristique intéressante de la station de pompage est que, lorsque la Great Western Railway construisit sa ligne de chemin de fer à travers la région, il est passé très près de la station de pompage et entre elle et le canal. L’accès entre le bord du canal et la station de pompage se fait maintenant via un tunnel couvert de très faible hauteur.

## Histoire

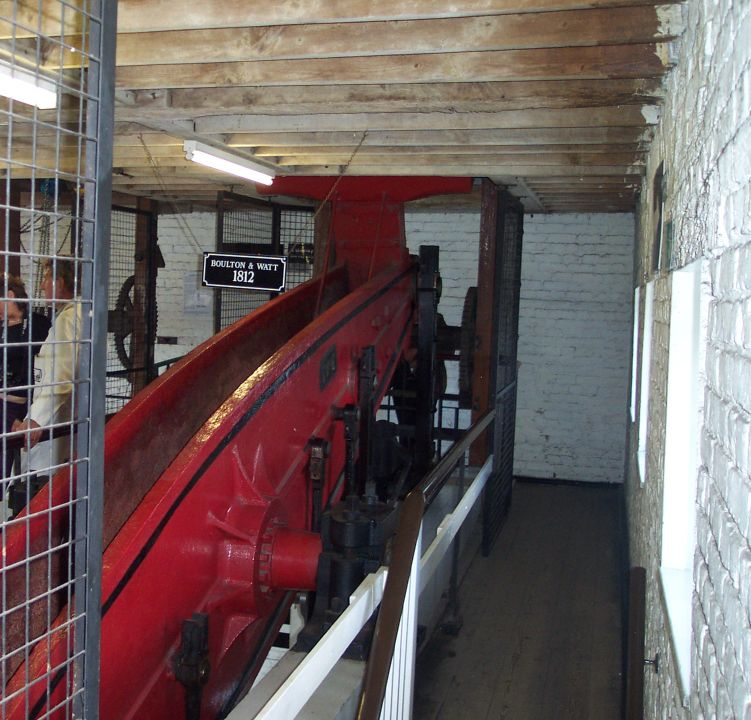
La galerie du levier avec le moteur de 1812 en fonctionnement.

La station de pompage a été construite entre 1807 et 1809 à temps pour l'ouverture du canal en 1810. La station a été construite pour abriter deux moteurs de pompage, mais un seul, un moteur ayant un alésage de 914 mm (36 pouces) acheté d'occasion à la West India Dock Company, fut initialement installé.
En 1810, un second moteur fut commandé auprès de Boulton and Watt. Ce moteur, qui fut mis en marche en 1812, est le moteur n°1 actuel, et fut le moteur principal pendant toute la durée où la vapeur fut la puissance motrice de la station de pompage.
En 1846, le moteur d'origine de 1809 fut remplacé par un nouveau moteur fourni par Harvey and Co. et construit comme un moteur double effet, à cylindre combiné suivant le brevet de Sims. Toutefois, ce moteur s'avéra gênant et finalement tomba en désuétude.
En 1903, le moteur de 1846 fut reconstruit comme moteur à simple effet simple et est ainsi devenu le moteur n° 2 actuel. Les deux moteurs continuèrent à fonctionner correctement jusque dans les années 1950, lorsque l'état de la cheminée força à l'enlèvement des 11 derniers mètres (36 pieds). La réduction de la hauteur de la cheminée ne permit plus de fournir suffisamment de tirage pour la chaudière, et il s'avéra moins coûteux de retirer les machines à vapeur et d’installer des pompes électriques.
En 1968, la station de pompage fut achetée par l’Administration du canal Kennet et Avon avec l’idée de la restaurer. Le bâtiment et les deux moteurs furent restaurés, et la chaudière existante qui était irréparable fut remplacée par une autre du même type acquise de seconde main. Le moteur n°1 fut remis sous pression avec succès le 4 avril 1970 et la station de pompage fut officiellement rouverte le 21 août de la même année par John Betjeman. Le moteur n°2 fut lui remis en fonctionnement avec succès le 15 novembre 1971. Initialement, le problème de la cheminée raccourcie fut surmonté par l'utilisation d'un ventilateur électrique pour améliorer le tirage, mais entre 1996 et 1997, la cheminée fut réparée et restaurée à sa hauteur initiale de 25 m (82 pieds).
En 2012, le moteur n°1 (Boulton and Watt) célébra son 200e anniversaire avec plusieurs célébrations spéciales tout au long de la saison, qui atteignirent leur pic le 16 et 17 juin  lorsque le duc de Gloucester se rendit sur place pour visiter la salle des machines et dévoiler une plaque.

## Visite
La station de pompage est ouverte aux visiteurs tous les jours en été. Les moteurs sont mis sous pression certains week-ends pendant cette période, et peuvent être vus en fonctionnement. Le site internet de la Crofton Beam Engines (cf. ci-dessous) donne les détails d'admission.

## Localisation
Près des villes de : Hungerford, Marlborough, Newbury, Swindon
Près des villages de : Great Bedwyn, Wilton, East Grafton, Burbage, Pewsey
Sites touristiques à proximité : Moulin à vent de Wilton, Wolfhall, Écluses de Crofton, Tunnel Bruce